# Parafia św. Mikołaja w Jankowicach
Parafia św. Mikołaja w Jankowicach – jedna z 13 parafii rzymskokatolickich dekanatu jedlińskiego.

## Historia

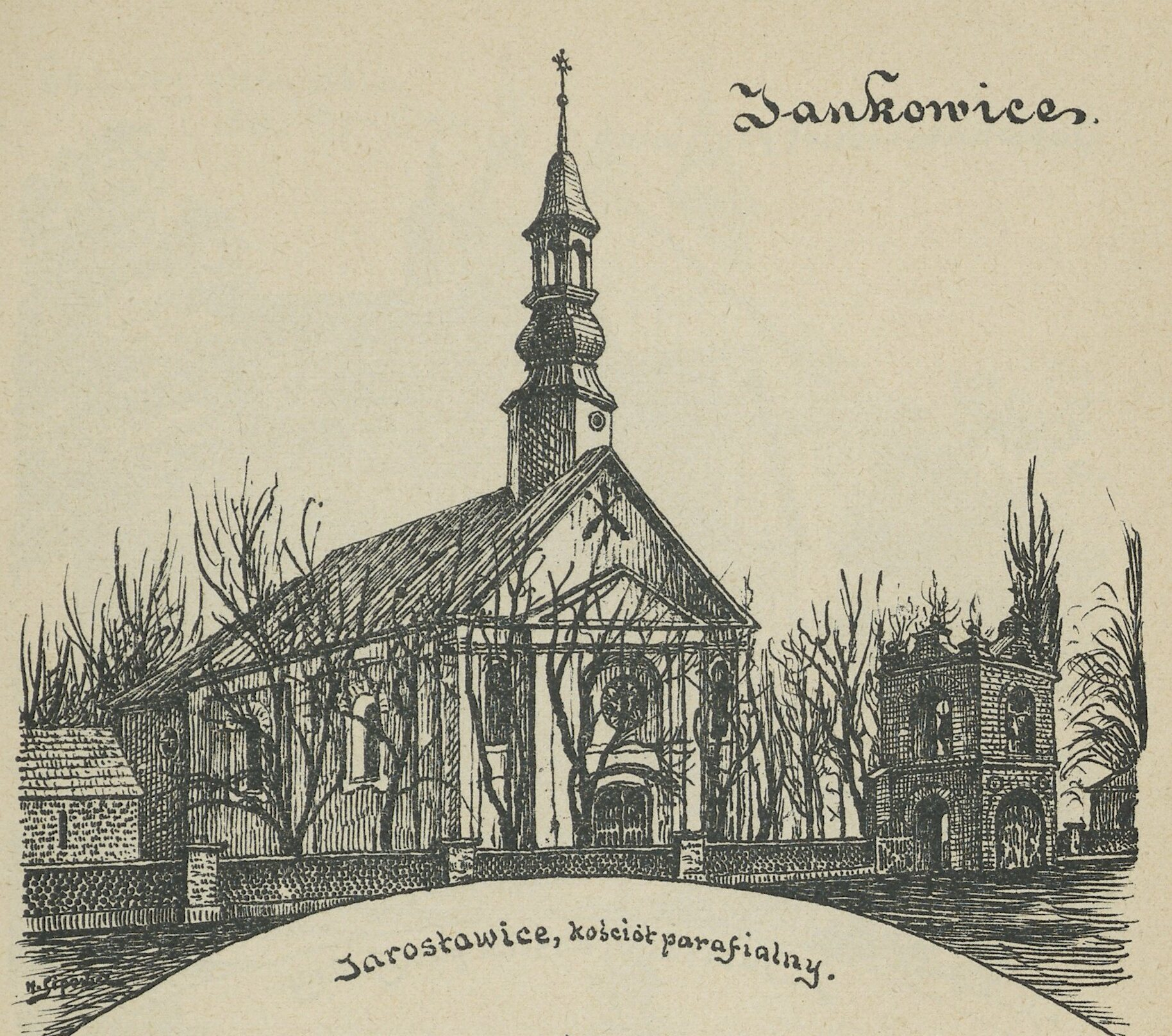
Kościół przed 1911

Pierwotny kościół istniał tu około 1470, parafia zaś powstała w wieku XVI. Obecny kościół pw. św. Mikołaja, z fundacji Jana Saryusza Skórkowskiego chorążego opoczyńskiego i ks. Józefa Żeglickiego kanonika łowickiego, według projektu arch. Piotra Perkowskiego, rozpoczęto budować w 1782, a dokończono dopiero w 1858 wysiłkiem parafian. 23 września 1787 kościół poświęcił ks. kan. Marcin Porczyński, proboszcz z Jedlińska. Z kolei 23 września 1958 kościół konsekrował bp. Piotr Gołębiowski. W 1979 świątynię poddano gruntownej restauracji. Jest to budowla jednonawowa w stylu barokowo-klasycystycznym, z wieżą na podstawie sześcioboku. Z parafii pochodził biskup krakowski Karol Wincenty Saryusz Skórkowski, urodzony w Jankowicach w 1768, a zmarły na wygnaniu w Opawie w 1851.

## Proboszczowie
- 1946 - 1962 - ks. Antoni Prügiel
- 1962 - 1975 - ks. Tadeusz Jakubiak
- 1975 - 1978 - ks. Tadeusz Wiktorowski
- 1978 - 2001 - ks. kan. Stanisław Kula
- 2001 - 2011 - ks. Edward Mosioł
- 2011 - nadal - ks. Andrzej Dwojakowski

## Zasięg parafii
Do parafii należą wierni z następujących miejscowości: Górna Wola, Gustawów, Gutów, Jankowice, Ludwików, Sosnowica, Sukowska Wola, Żabia Wola.